# 라세미 혼합물
라세미 혼합물(영어: racemic mixture) 또는 라세미체(영어: racemate)는 카이랄성 분자의 오른손잡이성 광학 이성질체와 왼손잡이성 광학 이성질체가 동일한 분량이 섞여있는 혼합물을 지칭한다. 최초로 알려진 라세미 혼합물은 라세미산으로서, 루이 파스퇴르가 주석산의 두 광학 이성질체의 혼합물로서 만들어낸 것이다.

## 성질
라세미 혼합물은 광학적으로 비활성이다. 즉, 두 개의 서로 다른 광학 이성질체가, 편광면을 서로 반대 방향으로 회전시키며, 따라서 라세미 혼합물에 있어서 편광면은 회전하지 않는다.

## 같이 보기
- D/L 지적